# Marco Bernardi
Marco Bernardi (sinh ngày 2 tháng 1 năm 1994) là cầu thủ bóng đá người San Marino chơi ở vị trí tiền đạo cho câu lạc bộ Murata.

## Sự nghiệp thi đấu
Bernardi ra mắt Đội tuyển San Marino vào ngày 29 tháng 3 năm 2017 trong trận giao hữu gặp Moldova.